# Progress n.º 351
Progress n.º 351 es un municipio rural canadiense situado en la provincia de Saskatchewan.

## Superficie
Progress n.º 351 tiene una superficie de 788,45 km².

## Demografía
En 2021, tenía 265 habitantes, una densidad poblacional de 0,3 hab./km², y 119 viviendas.